# Ș
Ș ș (S con coma) es la letra del alfabeto rumano usada para representar la fricativa postalveolar sorda /ʃ/ (sh inglesa).

Diferencia entre T y S con coma (arriba) y T y S con cedilla (abajo)

Esta letra no aparecía en las primeras versiones de Unicode, por lo que Ş (s con cedilla) ocupó su lugar en los textos digitales escritos en rumano. La Ș fue introducida a partir de Unicode 3.0 a pedido del Organismo Rumano de Estandarización Nacional, pero la mayoría de los computadores todavía no tienen los tipos compatibles con este carácter. Esta es la razón por la que muchos textos en rumano aún usan  Ş (s con cedilla) o incluso simple S, a pesar de la recomendación de cambiar la cedilla por coma.